# La Survivante
La Survivante est une série de bande dessinée française de Paul Gillon. Elle se déroule dans un futur proche et post-apocalyptique. Deux intégrales sont sorties en 1995 et en 2011.

## Tomes
1. La Survivante, Paris, L'Écho des savanes, novembre 1985 (ISBN 2-226-02292-9)
2. L'Héritage, Paris, L'Écho des savanes/A. Michel, octobre 1987, 52 p. (ISBN 2-226-02968-0)
3. La Revanche, Paris, L'Écho des savanes/A. Michel, novembre 1988, 51 p. (ISBN 2-226-03409-9)
4. L'Ultimatum, Paris, A. Michel, novembre 1991, 51 p. (ISBN 2-226-05564-9)